# Parkside Avenue
Parkside Avenue, in passato conosciuta con il nome di Woodruff Avenue, è una fermata della metropolitana di New York, situata sulla linea BMT Brighton. Nel 2014 è stata utilizzata da 1 617 878 passeggeri.
È servita dalla linea Q Broadway Express, sempre attiva.